# Lucio Scribonio Libone (console 16)
Lucio Scribonio Libone (in latino Lucius Scribonius Libo; fl. I secolo) è stato un politico e militare romano.

## Origini familiari
Libone era figlio di Lucio Scribonio Libone. Il padre era figlio di Cornelia Silla, figlia di Pompea e nipote di Pompeo Magno, oltre che fratello di Marco Livio Druso Libone, pretore nel 15, e di Scribonia, seconda moglie di Ottaviano Augusto.

## Biografia
Poco si sa della sua carriera se non che diventò console nel 16, sotto il Principato di Tiberio, insieme a Sisenna Statilio Tauro. Sposò una Sulpicia, da cui ebbe due figli, Lucio Scribonio Libone Druso e Marco Scribonio Libone Druso, che furono coinvolti in un complotto contro Tiberio, e una figlia, Scribonia, che sposò Marco Licinio Crasso Frugi, console nel 27.